# Ирина Ангелина (дъщеря на Исак II Ангел)
Ирина Ангелина (Eirene, Irene Angelina, Irene Maria; * 1177 или 1180/1181, Константинопол; † 27 август 1208, замък Бург Хоенщауфен) е византийска принцеса и германска кралица, съпруга на крал Филип Швабски.

## Биография
Ирина е родена през 1181 г. в Константинопол. Тя е дъщеря на византийския император Исак II Ангел и първата му съпруга, Ирина.
През 1192 г. Ирина е омъжена за норманския крал Рожер III Сицилиански (1175 – 1193), но той умира на 29 декември 1193 г. Ирина е пленена от германците на Хайнрих VI Хоенщауфен по време на инвазията му Сицилия от 29 декември 1194 и на 25 май 1197 г. е омъжена за брата на Хайнрих VI, херцог Филип Швабски, по-късно от 8 март 1198 г. римско-немски крал на Германия, най-малкият син на Фридрих I Барбароса. В Германия Ирина приема името Мария.
Бащата на Ирина, който е детрониран през 1195 г., моли дъщеря си да осигури подкрепата на Филип за връщането му на престола. Братът на Ирина Алексий IV Ангел пребивава известно време в швабския двор по време на подготовката за четвъртия кръстоносен поход. Ирина има принос за отклоняването на кръстоносците към Константинопол, като по този начин се надява, че те ще помогнат на баща ѝ и брат ѝ в опитите им да си върнат властта във Византия.
Ирина е описана от Валтер фон дер Фогелвайде като „роза без бодли, кротка гълъбица“.
Ирина Ангелина ражда на Филип Швабски шест деца:
- Беатрикс фон Хоенщауфен (1198 – 1212), омъжена за император Ото IV
- Кунигунда фон Хоенщауфен (1200 – 1248), омъжена за Венцислав I, крал на Бохемия
- Мария фон Хоенщауфен (1201 – 1235), омъжена за Анри II, херцог на Брабант
- Елизабет фон Хоенщауфен (1203 – 1235), омъжена за крал Фернандо III Кастилски
- Райналд, починал като дете
- Фридрих, починал като дете

На 12 април 1208 Филип Швабски е убит, а след смъртта му бременната Ирина се премества в Бург Хоенщауфен. Там тя ражда момиче, наречено Беатрикс Постума, но и двете умират малко след това. Ирина е погребана до дъщеря си и синовете си в мавзолея на Щауфените в манастира на Лорх.